# Championnat d'Amérique du Sud masculin de volley-ball 1999
Le Championnat d'Amérique du Sud de volley-ball masculin 1999, 23e du nom s'est déroulé en 1999 à Córdoba ( Argentine).

## Classement final
| Place              | Équipe    |
| ------------------ | --------- |
| Médaille d'or      | Brésil    |
| Médaille d'argent  | Argentine |
| Médaille de bronze | Venezuela |
| 4                  | Uruguay   |